# Curtia diffusa
Curtia diffusa là một loài thực vật có hoa trong họ Long đởm. Loài này được Cham. mô tả khoa học đầu tiên năm 1833.